# Onishi Yohei
Yohei Onishi (sinh ngày 30 tháng 10 năm 1982) là một cầu thủ bóng đá người Nhật Bản.

## Sự nghiệp câu lạc bộ
Yohei Onishi đã từng chơi cho Ventforet Kofu và Kataller Toyama.